# Satz von Orlicz-Pettis
Der Satz von Orlicz-Pettis (nach Władysław Orlicz und Billy James Pettis) ist ein Satz aus dem mathematischen Teilgebiet der Funktionalanalysis. Er erlaubt es, in einer bestimmten Situation von der schwachen Konvergenz auf die Normkonvergenz in Banachräumen zu schließen.
In unendlich-dimensionalen Banachräumen ist die schwache Topologie echt schwächer als die Normtopologie. Ist zum Beispiel {\displaystyle e_{n}} der {\displaystyle n}-te Basisvektor im Hilbertraum {\displaystyle \ell ^{2}}, d. h. diejenige Folge, die an der {\displaystyle n}-ten Stelle eine 1 und an allen anderen Stellen eine 0 hat, so konvergiert die Folge {\displaystyle (e_{n})_{n}} bezüglich der schwachen Topologie gegen 0. Jedes stetige lineare Funktional {\displaystyle f\in (\ell ^{2})^{'}} hat nämlich nach dem Darstellungssatz von Fréchet-Riesz die Gestalt {\displaystyle f(\cdot )=\langle \cdot ,\xi \rangle } für ein {\displaystyle \xi =(\xi _{k})_{k}\in \ell ^{2}}, und daher gilt {\displaystyle f(e_{n})=\langle e_{n},\xi \rangle =\xi _{n}\rightarrow 0}. Die Folge {\displaystyle (e_{n})_{n}} kann aber nicht bezüglich der Norm konvergieren, denn ein möglicher Normlimes müsste ebenfalls 0 sein, aber es gilt {\displaystyle \|e_{n}\|=1} für alle Indizes {\displaystyle n}.
Für Reihen in Banachräumen sieht die Situation genauso aus. Setzt man in obigem Beispiel {\displaystyle x_{1}=e_{1}} und {\displaystyle x_{n}:=e_{n}-e_{n-1}} für {\displaystyle n>1}, so ist {\displaystyle \sum _{n=1}^{N}x_{n}\,=\,e_{N}}. Daher konvergiert die Reihe {\displaystyle \sum _{n}^{\infty }x_{n}} in der schwachen Topologie (gegen 0), aber nicht in der Normtopologie.
Eine Reihe {\displaystyle \Sigma _{n}x_{n}} heißt teilreihenkonvergent, wenn jede Teilreihe konvergiert, das heißt, wenn {\displaystyle \Sigma _{m}x_{n_{m}}} für jede Folge {\displaystyle n_{1}<n_{2}<n_{3}<\cdots } konvergiert. Für teilreihenkonvergente Reihen besteht der beschriebene Unterschied zwischen schwacher Konvergenz und Normkonvergenz nicht mehr, genau das ist der Inhalt des hier vorgestellten Satzes:
Satz von Orlicz-Pettis: 
Eine bezüglich der schwachen Topologie teilreihenkonvergente Reihe in einem Banachraum ist auch bezüglich der Normtopologie teilreihenkonvergent.
Dieser Satz wurde zunächst 1929 von Orlicz bewiesen und unabhängig davon 1938 von Pettis. 
Moderne Beweise benutzen das Bochner-Integral. Umgekehrt war die vektorwertige Integrationstheorie gerade die Motivation für Pettis, sich mit diesem Satz zu beschäftigen.
Dieser Satz hat eine ganze Reihe von Verallgemeinerungen erfahren, man spricht dann von Sätzen vom Orlicz-Pettis-Typ. So gilt z. B. in lokalkonvexen Räumen, dass die teilreihenkonvergenten Reihen bezüglich der schwachen Topologie und bezüglich der Mackey-Topologie zusammenfallen. 